# 神秘园之歌
《神秘园之歌》（Songs from a Secret Garden）是神秘园乐队的首张专辑。
1996年，首张唱片《神秘园之歌》面世，这张由宝丽金挪威公司制作，在飞利浦厂牌下发行的唱片一经推出即获得空前成功。截止97年底唱片已发行超过65万张并登上美国Billboard音乐排行榜达一年之久。
这张专辑风格比较统一，乐曲舒缓柔美，充满了思忆与郁忧，不经意之间流露出些许的忧愁，令人不得不沉醉于其中。其中的《夜曲》（Nocturne）一曲是乐队的成名作，曾获95年欧洲歌唱大赛冠军。《来自神秘园的歌》（Song From A Secret Garden）在组建乐队前就在挪威发表并流行。
这张专辑获得了挪威和南韩的音乐白金奖。这张唱片蝉联新世纪音乐排行榜长达101周。
这张专辑在南韩的出名是因为南韩的电视剧《年轻的太阳》。

## 曲目表
| #  | 标题                      | 长度 |
| -- | ------------------------- | ---- |
| 1  | Nocturne                  | 3:11 |
| 2  | Pastorale                 | 3:47 |
| 3  | Song from a Secret Garden | 3:32 |
| 4  | Sigma                     | 3:05 |
| 5  | Papillon                  | 3:22 |
| 6  | Serenade to Spring        | 3:12 |
| 7  | Atlantia                  | 2:56 |
| 8  | Heartstrings              | 3:22 |
| 9  | Adagio                    | 2:51 |
| 10 | Rap                       | 2:31 |
| 11 | Chaconne                  | 3:25 |
| 12 | Cantoluna                 | 3:29 |
| 13 | Ode to Simplicity         | 3:53 |

## 後期出版
香港環球唱片於2010尾重新推出以JVC的K2HD技術生產的CD，因此技術生產的CD在生產過程中，將100KHz寬頻帶/24bit音頻信息載入，故音色比起原版CD音色更接近模擬（Analogue）聲效，高頻信息更明顯突出，小提琴的聲音已可見一班。